# Campénéac
Campénéac (Gallo Caunpenyac, bretonisch Kempenieg) ist eine französische Gemeinde mit 1.940 Einwohnern (Stand 1. Januar 2022) im Département Morbihan in der Region Bretagne.

## Geografie
Campénéac liegt rund 49 Kilometer nordöstlich von Vannes und 48 Kilometer südwestlich von Rennes am Fluss Oyon. Der Ort im Nordosten des Départements Morbihan liegt an der Grenze zum Département Ille-et-Vilaine und gehört zum Gemeindeverband Ploërmel Communauté.
Nachbargemeinden sind Tréhorenteuc und Paimpont (Département Ille-et-Vilaine) im Norden, Beignon im Osten, Augan im Süden, Ploërmel im Südwesten und Westen, Gourhel im Westen sowie Loyat im Nordwesten,.

## Bevölkerungsentwicklung
| Jahr                       | 1962 | 1968 | 1975 | 1982 | 1990 | 1999 | 2006 | 2012 | 2019 |
| Einwohner                  | 1446 | 1399 | 1356 | 1305 | 1406 | 1464 | 1659 | 1882 | 1888 |
| Quellen: Cassini und INSEE |      |      |      |      |      |      |      |      |      |

## Sehenswürdigkeiten
- Wasserschloss Château de Trécesson

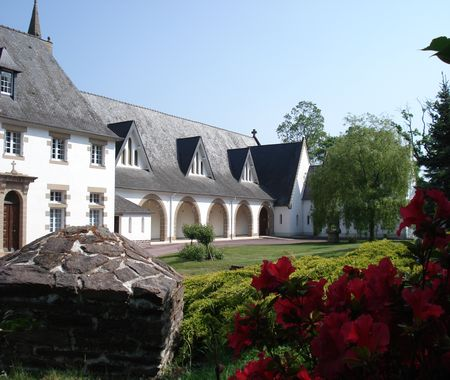
Abtei La Joie Notre Dame
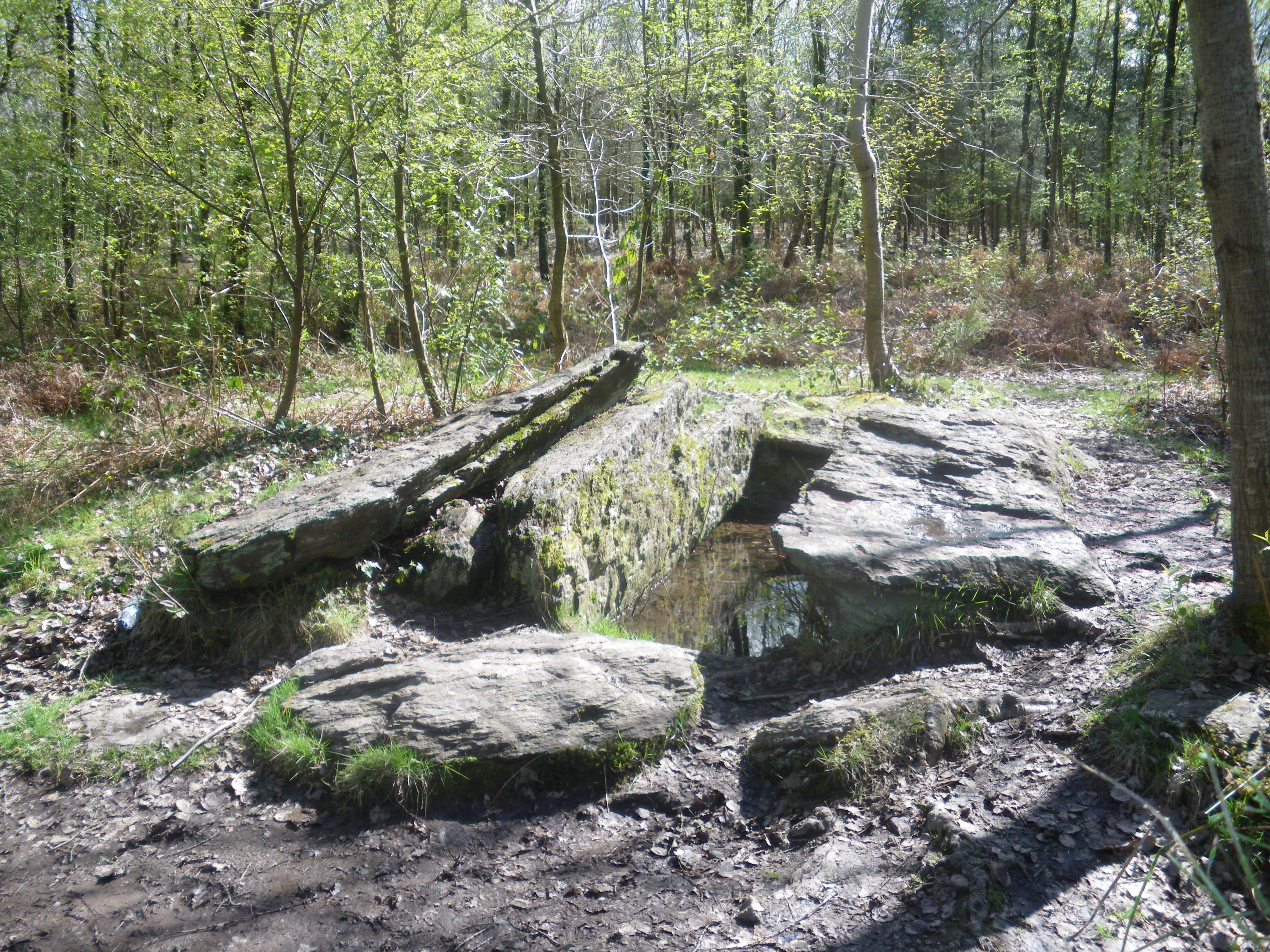
Galeriegrab Tombeau des Géants
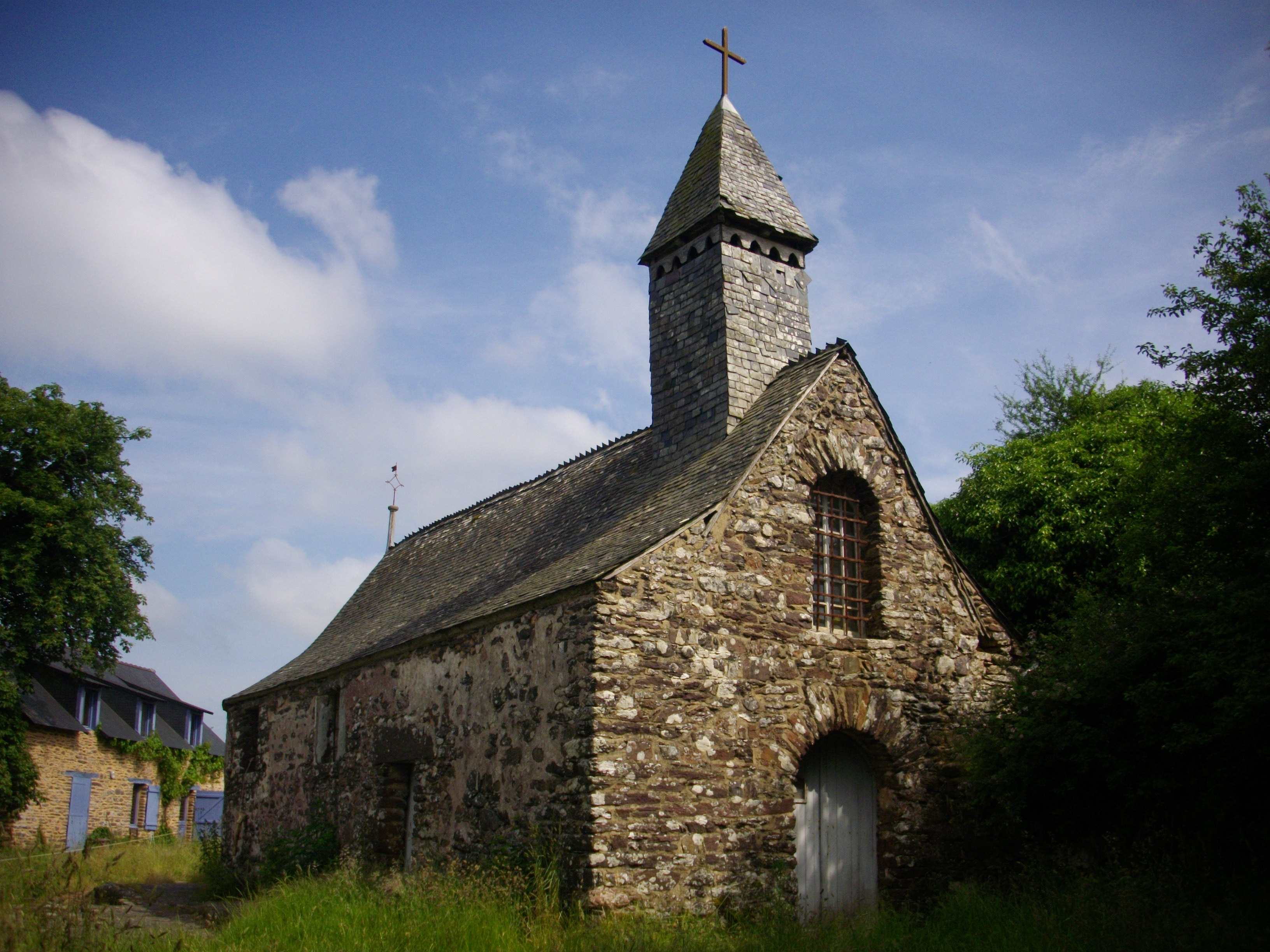
Kapelle Saint-Jean

- Abtei La Joie Notre Dame
- Galeriegrab Tombeau des Géants
- Kapelle Saint-Jean